# Uniwersytet w Sanie
Uniwersytet w Sanie (ar. جامعة صنعــاء) – jemeńska publiczna szkoła wyższa, zlokalizowana w Sanie.
Uczelnia została utworzona w 1970 roku. Jest częściowo finansowana przez rząd Kuwejtu. 
W skład uczelni wchodzą następujące jednostki:
- Wydział Rolnictwa
- Wydział Sztuk
- Wydział Handlu
- Wydział Pedagogiki
- Wydział Inżynierii
- Wydział Filologiczny
- Wydział Prawa i Prawa Islamskiego
- Wydział Ekonomii
- Wydział Dziennikarstwa
- Wydział Medycyny
- Wydział Nauk Ścisłych.

W 2011, podczas rewolucji na uniwersytecie miały miejsce liczne protesty studenckie. Jedną z organizatorek protestów była Tawakkul Karman, absolwentka uniwersytetu, uhonorowana Pokojową Nagrodą Nobla.